# Tipula (Pterelachisus) resupina
Tipula (Pterelachisus) resupina is een tweevleugelige uit de familie langpootmuggen (Tipulidae). De soort komt voor in het Palearctisch gebied.